# Pimento Lampião
Proveniente do México o pimento-lampião ou pimentão-lampião, conhecida também como habanero,  já esteve entre as pimentas mais ardidas do mundo.
Muitas das atuais pimentas no top 5 em ardor, são originária das Habanero Red Savina.
Apesar da alta ardência é considerada com uma das mais saborosas, pelo seu sabor floral. Assim muito apreciada em molhos.
| Scoville escala | 100,000–350,000 SHU |